# Aqeela Asifi
Aqeela Asifi (1966) es una maestra y profesora afgana. Ha dedicado su vida a educar a las niñas refugiadas en Paquistán, donde es residente.

## Vida
Asifi trabajaba como profesora cuando huyó de Kabul con su familia en 1992, encontrando protección en el aislado asentamiento de refugiados de Kot Chandana en Paquistán. Aunque la educación no era impartida para las niñas ella, de manera paulatina pero firme, convenció a la comunidad y comenzó a educar a unas pocas alumnas en una improvisada escuela en una tienda de campaña. Asifi copiaba a mano en hojas de papel los ejercicios para sus estudiantes.
En 2015 su labor de enseñar educación primaria a las niñas afganas refugiadas en la aldea de refugiados de Kot Chandana, en Mianwali, le valió el galardón Premio Nansen del Alto Comisionado de las Naciones Unidas para los Refugiados (ANCUR).
En 2016 fue nominada junto a 10 profesores por el Foro Mundial de Educación y Competencias. 
Asifi gestiona actualmente nueve escuelas diferentes con aproximadamente 900 estudiantes, donde las niñas aprenden urdu, pastún, inglés y materias básicas como matemáticas, economía y biología.

Si educas a las niñas educas a generaciones.
Aqeela Asifi, septiembre de 2015.